# Temporada 2012 de Fórmula 1
La temporada 2012 de Fórmula 1 fue el 63.º campeonato mundial de Fórmula 1 de la historia. La temporada comenzó en Australia el 18 de marzo de 2012 y finalizó en Brasil el 25 de noviembre del mismo año. El campeón fue Sebastian Vettel, que conseguía así su tercer mundial.
Por primera y única vez, hubo en la parrilla 6 campeones del mundo: Sebastian Vettel (2 campeonatos en aquel momento), Fernando Alonso (2 campeonatos), Kimi Räikkönen, Lewis Hamilton y Jenson Button (1 campeonato cada uno), y Michael Schumacher (7 campeonatos). Para el Káiser fue su última temporada en actividad.

## Escuderías y pilotos
La siguiente tabla muestra los pilotos confirmados oficialmente por sus escuderías para el Mundial 2012 de F1.
| Escudería                     | Chasis      | Chasis | Motor             | Neu. | N.º | Pilotos            | Siglas | Rondas      | Pilotos de pruebas                  |
| ----------------------------- | ----------- | ------ | ----------------- | ---- | --- | ------------------ | ------ | ----------- | ----------------------------------- |
| Red Bull Racing               | Red Bull    | RB8    | Renault RS27-2012 | P    | 1   | Sebastian Vettel   | VET    | Todas       |                                     |
| Red Bull Racing               | Red Bull    | RB8    | Renault RS27-2012 | P    | 2   | Mark Webber        | WEB    | Todas       |                                     |
| Vodafone McLaren Mercedes     | McLaren     | MP4-27 | Mercedes FO 108Z  | P    | 3   | Jenson Button      | BUT    | Todas       |                                     |
| Vodafone McLaren Mercedes     | McLaren     | MP4-27 | Mercedes FO 108Z  | P    | 4   | Lewis Hamilton     | HAM    | Todas       |                                     |
| Scuderia Ferrari              | Ferrari     | F2012  | Ferrari 056       | P    | 5   | Fernando Alonso    | ALO    | Todas       |                                     |
| Scuderia Ferrari              | Ferrari     | F2012  | Ferrari 056       | P    | 6   | Felipe Massa       | MAS    | Todas       |                                     |
| Mercedes AMG Petronas F1 Team | Mercedes    | F1 W03 | Mercedes FO 108Z  | P    | 7   | Michael Schumacher | MSC    | Todas       |                                     |
| Mercedes AMG Petronas F1 Team | Mercedes    | F1 W03 | Mercedes FO 108Z  | P    | 8   | Nico Rosberg       | ROS    | Todas       |                                     |
| Lotus F1 Team                 | Lotus       | E20    | Renault RS27-2012 | P    | 9   | Kimi Räikkönen     | RAI    | Todas       |                                     |
| Lotus F1 Team                 | Lotus       | E20    | Renault RS27-2012 | P    | 10  | Romain Grosjean    | GRO    | 1-12, 14-20 |                                     |
| Lotus F1 Team                 | Lotus       | E20    | Renault RS27-2012 | P    | 10  | Jérôme d'Ambrosio  | DAM    | 13          |                                     |
| Sahara Force India F1 Team    | Force India | VJM05  | Mercedes FO 108Z  | P    | 11  | Paul di Resta      | DIR    | Todas       | Jules Bianchi                       |
| Sahara Force India F1 Team    | Force India | VJM05  | Mercedes FO 108Z  | P    | 12  | Nico Hülkenberg    | HÜL    | Todas       | Jules Bianchi                       |
| Sauber F1 Team                | Sauber      | C31    | Ferrari 056       | P    | 14  | Kamui Kobayashi    | KOB    | Todas       | Esteban Gutiérrez                   |
| Sauber F1 Team                | Sauber      | C31    | Ferrari 056       | P    | 15  | Sergio Pérez       | PER    | Todas       | Esteban Gutiérrez                   |
| Scuderia Toro Rosso           | Toro Rosso  | STR7   | Ferrari 056       | P    | 16  | Daniel Ricciardo   | RIC    | Todas       |                                     |
| Scuderia Toro Rosso           | Toro Rosso  | STR7   | Ferrari 056       | P    | 17  | Jean-Éric Vergne   | VER    | Todas       |                                     |
| Williams F1 Team              | Williams    | FW34   | Renault RS27-2012 | P    | 18  | Pastor Maldonado   | MAL    | Todas       | Valtteri Bottas                     |
| Williams F1 Team              | Williams    | FW34   | Renault RS27-2012 | P    | 19  | Bruno Senna        | SEN    | Todas       | Valtteri Bottas                     |
| Caterham F1 Team              | Caterham    | CT01   | Renault RS27-2012 | P    | 20  | Heikki Kovalainen  | KOV    | Todas       | Giedo van der Garde Alexander Rossi |
| Caterham F1 Team              | Caterham    | CT01   | Renault RS27-2012 | P    | 21  | Vitaly Petrov      | PET    | Todas       | Giedo van der Garde Alexander Rossi |
| HRT F1 Team                   | HRT         | F112   | Cosworth CA2012   | P    | 22  | Pedro de la Rosa   | DLR    | Todas       | Dani Clos Ma Qing Hua               |
| HRT F1 Team                   | HRT         | F112   | Cosworth CA2012   | P    | 23  | Narain Karthikeyan | KAR    | Todas       | Dani Clos Ma Qing Hua               |
| Marussia F1 Team              | Marussia    | MR01   | Cosworth CA2012   | P    | 24  | Timo Glock         | GLO    | Todas       | Max Chilton                         |
| Marussia F1 Team              | Marussia    | MR01   | Cosworth CA2012   | P    | 25  | Charles Pic        | PIC    | Todas       | Max Chilton                         |

## Cambios

### Cambios en circuitos
- El Gran Premio de los Estados Unidos resultó entre los más problemáticos. La organización, tuvo muchos problemas y la falta de fondos llegó a paralizar ahora todo el proceso. Tras las disputas internas entre los organizadores de la carrera, todo se debía a problemas con la promotora que organizaba el evento, y que durante los últimos años de la construcción del trazado tuvieron problemas con los contratos,[39] por lo que se preveía su cancelación para 2012, con opción de correr el Gran Premio en 2013, o cabía la posibilidad de cancelarse totalmente, tan solo quedando la organización de las carreras para MotoGP y otros eventos. Según Bernie Ecclestone, el responsable comercial de la Fórmula 1, la compañía Full Throttle Productions, quienes tenían el derecho a organizar la carrera, afirmaron:

«Teníamos un acuerdo con Full Throttle Productions. Todo fue firmado y sellado, pero seguíamos continuando con las cosas fuera de lo acordado, como las fechas, varias cartas de crédito y cosas que debería haber sido enviadas, pero nunca pasó nada.»

Steve Sexton, responsable de la COTA, dijo:

«Hemos estado entusiasmados y trabajando para un GP de EE.UU. en 2012 y ahora entiendo que el Sr. Ecclestone está interesado en mover la carrera de Austin a 2013. Sabemos que el mercado de los EE.UU. es importante para los equipos y sus patrocinadores, y 2013 sin duda le dará tiempo al Circuito de las Américas para estar listo.»

El 7 de diciembre de 2011, el Consejo Mundial de Automovilismo publicó el calendario definitivo para la temporada 2012 de la Fórmula 1, con el Circuito de las Américas manteniéndose su fecha para el 18 de noviembre. Más detalles revelaron que los organizadores de la carrera habían llegado a un nuevo acuerdo con Ecclestone, e informó del trabajo en la pista que deberá reanudarse inmediatamente. Como parte del acuerdo, los organizadores han pagado la cuota de la sanción para la carrera de 2012 con un año de antelación.

### Cambios de escuderías
- Williams: la escudería de Grove volverá a usar motores Renault trece años después.[24]
- Renault: la escudería dirigida por Éric Boullier abandona definitivamente la Fórmula 1, pasando únicamente a suministrar motores. El equipo, controlado por el grupo accionario Genii Capital, pasará a llamarse "Lotus F1 Team", contando con el importante patrocinio de Lotus Cars.
- Virgin: la formación británica, que había competido en 2011 bajo bandera rusa por el importante apoyo económico de Marussia, cambió su denominación. Virgin Racing abandona el equipo y Marussia Motors toma el control, llamándose Marussia F1 Team.[13]
- Caterham: la escudería de Tony Fernandes también cambia su denominación. Tras adquirir para la temporada 2011 todos los derechos históricos, la marca y la imagen del antiguo Team Lotus de Colin Chapman,[43][44] los discretos resultados obtenidos, sumados a los juicios que tuvo que afrontar por parte de Lotus Cars por la denominación del equipo (en los que se le reconoció a Fernandes los derechos adquiridos sobre "Team Lotus", pero luego de largos procesos y apelaciones), determinó que comprara a Caterham Cars y compitiera en 2012 como Caterham F1 Team.[13]
- Mercedes: añadirá a su nombre oficial el inciso "AMG".
- HRT: atravesó un ligero cambio de denominación. Dejó el nombre de "Hispania Racing Team" por el de "HRT F1 Team".

### Cambios de pilotos
- Kimi Räikkönen: el campeón de 2007 vuelve a la categoría con Lotus.
- Romain Grosjean: pasa a ser piloto oficial de Lotus, tras haber sido probador de Renault y proclamarse campeón de las GP2 Series en 2011.
- Vitaly Petrov: aunque tenía contrato con vigor con Lotus, el equipo británico prescindió de sus servicios, y pasó a ser piloto de Caterham F1 Team.
- Bruno Senna: no renovó con Renault y abandona dicha formación, pasando a correr para Williams.
- Charles Pic: debuta con Marussia, habiendo finalizado 4.º en la GP2.
- Jérôme d'Ambrosio: no continúa en Virgin, siendo reemplazado por Charles Pic, y se convierte en reserva de Lotus. Sustituyó a Romain Grosjean en el GP de Italia tras la sanción del piloto francés.
- Pedro de la Rosa: deja de ser probador de McLaren para convertirse en piloto oficial de HRT.
- Jaime Alguersuari: abandona Toro Rosso tras ser descartado por el equipo italiano. Desarrollara los Pirelli con el Pirelli Test Car.
- Sébastien Buemi: Toro Rosso ha prescindido de sus servicios como piloto de carreras, pero pasará a ser piloto reserva de Red Bull y el propio Toro Rosso.
- Daniel Ricciardo: pasa de ser piloto de HRT a correr para Toro Rosso.
- Jean-Éric Vergne: debuta en la categoría con Toro Rosso.
- Nico Hülkenberg: el hasta ahora probador de Force India pasa a ser piloto oficial del mismo equipo.
- Adrian Sutil: se marcha de Force India tras haber sido sustituido por Hülkenberg.
- Rubens Barrichello: no renueva con Williams y se va a las IndyCar Series con el equipo KV Racing Technology. En Fórmula 1, es reemplazado por su compatriota Bruno Senna.
- Jarno Trulli: pese a que en principio había renovado su contrato, finalmente fue despedido de Caterham.

### Cambios reglamentarios y técnicos
Los principales cambios reglamentarios son los siguientes:
1. Entra en vigor la prohibición de los difusores soplados, ahora la salida de los escapes deberá ser circular y no podrá apuntar a la zona del difusor.
2. Se rebaja la altura del morro por motivos de seguridad, dando lugar a los llamados "morros de pato" o "morro de delfín".
3. Se oficializa la norma de solo permitir un cambio de dirección para evitar adelantamientos.
4. Los pilotos doblados podrán desdoblarse cuando el coche de seguridad esté en pista, para evitar que los coches más lentos adulteren el relanzamiento de la carrera.
5. Se vuelven a permitir los test durante la temporada, pero solo entre el 1 y el 3 de mayo en Mugello (Italia).
6. Se elimina la regla que solo permitía utilizar tres juegos de neumáticos en los entrenamientos libres.
7. Duración máxima total de la carrera cuando se produzcan suspensiones temporales, será de cuatro horas, para evitar casos como el Gran Premio de Canadá de 2011. En caso de que no se produzcan suspensiones temporales, el límite continúa en 2 horas.
8. Se legalizan las órdenes de equipo.

## Calendario de presentaciones
A continuación se muestra el calendario de las presentaciones de los diferentes monoplazas por parte de las escuderías, ordenadas cronológicamente:
| Escudería   | Chasis | Imagen | Fecha         | Lugar              |
| ----------- | ------ | ------ | ------------- | ------------------ |
| Caterham    | CT01   |        | 26 de enero   | Revista F1 Racing  |
| McLaren     | MP4-27 |        | 1 de febrero  | Woking y online    |
| Ferrari     | F2012  |        | 3 de febrero  | Maranello y online |
| Force India | VJM05  |        | 3 de febrero  | Silverstone        |
| Lotus       | E20    |        | 5 de febrero  | Online             |
| Sauber      | C31    |        | 6 de febrero  | Jerez              |
| Red Bull    | RB8    |        | 6 de febrero  | Online             |
| Toro Rosso  | STR7   |        | 6 de febrero  | Jerez              |
| Williams    | FW34   |        | 7 de febrero  | Jerez              |
| Mercedes    | W03    |        | 21 de febrero | Montmeló           |
| Marussia    | MR01   |        | 5 de marzo    | Silverstone        |
| HRT         | F112   |        | 5 de marzo    | Montmeló           |

## Entrenamientos

### Pretemporada

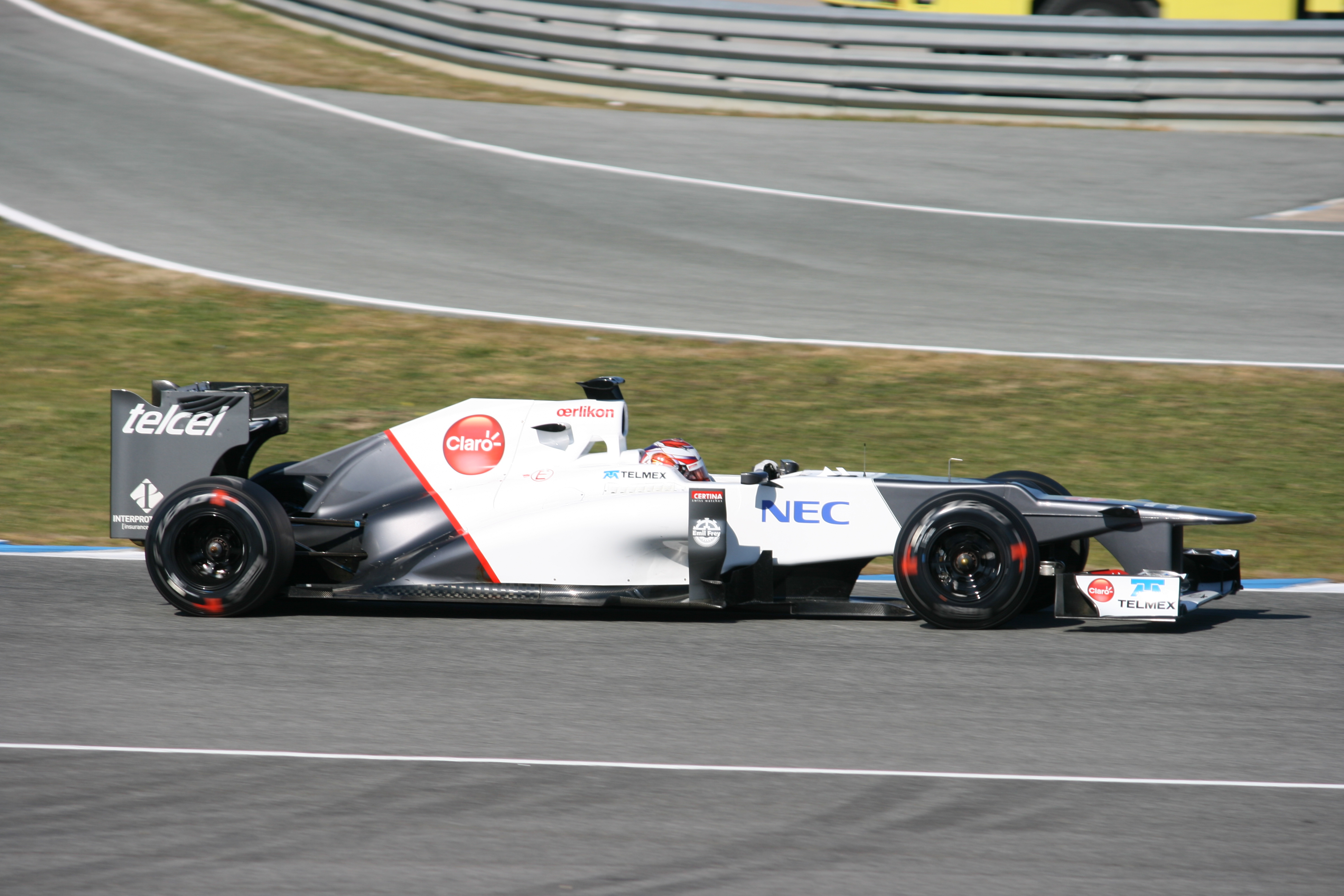
El piloto de Sauber Kamui Kobayashi durante los test de pretemporada en el circuito andaluz de Jerez de la Frontera.

| Sesión | Fecha         | Circuito                       | País   | Piloto             | Escudería   | Mejor tiempo | Vueltas |
| ------ | ------------- | ------------------------------ | ------ | ------------------ | ----------- | ------------ | ------- |
| 1      | 7 de febrero  | Circuito de Jerez, Jerez       | España | Kimi Räikkönen     | Lotus       | 1:19.670     | 73      |
| 1      | 8 de febrero  | Circuito de Jerez, Jerez       | España | Michael Schumacher | Mercedes    | 1:18.561     | 132     |
| 1      | 9 de febrero  | Circuito de Jerez, Jerez       | España | Nico Rosberg       | Mercedes    | 1:17.613     | 118     |
| 1      | 10 de febrero | Circuito de Jerez, Jerez       | España | Fernando Alonso    | Ferrari     | 1:18.877     | 39      |
|        |               |                                |        |                    |             |              |         |
| 2      | 21 de febrero | Circuito de Cataluña, Montmeló | España | Sebastian Vettel   | Red Bull    | 1:23.265     | 79      |
| 2      | 22 de febrero | Circuito de Cataluña, Montmeló | España | Nico Hülkenberg    | Force India | 1:22.608     | 112     |
| 2      | 23 de febrero | Circuito de Cataluña, Montmeló | España | Pastor Maldonado   | Williams    | 1:22.391     | 106     |
| 2      | 24 de febrero | Circuito de Cataluña, Montmeló | España | Kamui Kobayashi    | Sauber      | 1:22.312     | 145     |
|        |               |                                |        |                    |             |              |         |
| 3      | 1 de marzo    | Circuito de Cataluña, Montmeló | España | Romain Grosjean    | Lotus       | 1:23.252     | 73      |
| 3      | 2 de marzo    | Circuito de Cataluña, Montmeló | España | Romain Grosjean    | Lotus       | 1:22.614     | 124     |
| 3      | 3 de marzo    | Circuito de Cataluña, Montmeló | España | Sergio Pérez       | Sauber      | 1:22.094     | 114     |
| 3      | 4 de marzo    | Circuito de Cataluña, Montmeló | España | Kimi Räikkönen     | Lotus       | 1:22.030     | 121     |
|        |               |                                |        |                    |             |              |         |
| 4      | 1 de mayo     | Circuito de Mugello, Italia    | Italia | Fernando Alonso    | Ferrari     | 1:22.444     | 46      |
| 4      | 2 de mayo     | Circuito de Mugello, Italia    | Italia | Romain Grosjean    | Lotus       | 1:21.603     | 97      |
| 4      | 3 de mayo     | Circuito de Mugello, Italia    | Italia | Romain Grosjean    | Lotus       | 1:21.035     | 66      |

### Postemporada
| N.º | Circuito            | País                   | Fecha          | Mejor tiempo | Piloto                 | Escudería | Tipo de test    |
| --- | ------------------- | ---------------------- | -------------- | ------------ | ---------------------- | --------- | --------------- |
| 1   | Circuito Yas Marina | Emiratos Árabes Unidos | 6 de noviembre | 1:42.651     | Kevin Magnussen        | McLaren   | Jóvenes pilotos |
| 1   | Circuito Yas Marina | Emiratos Árabes Unidos | 7 de noviembre | 1:42.679     | Antonio Felix da Costa | Red Bull  | Jóvenes pilotos |
| 1   | Circuito Yas Marina | Emiratos Árabes Unidos | 8 de noviembre | 1.42:677     | Davide Valsecchi       | Lotus     | Jóvenes pilotos |

## Neumáticos
| Nombre del compuesto | Color | Color | Banda de rodadura | Condiciones de circulación | Tipo del compuesto | Adherencia           | Durabilidad        |
| -------------------- | ----- | ----- | ----------------- | -------------------------- | ------------------ | -------------------- | ------------------ |
| Súper blando         | SS    |       | Liso              | Seco                       | Blando             | 4 - Más adherencia   | 1 - Menos duradero |
| Blando               | S     |       | Liso              | Seco                       | Blando / Duro      | 3                    | 2                  |
| Medio                | M     |       | Liso              | Seco                       | Blando / Duro      | 2                    | 3                  |
| Duro                 | H     |       | Liso              | Seco                       | Duro               | 1 - Menos adherencia | 4 - Más duradero   |
| Intermedio           | I     |       | Canales           | Mojado                     | Intermedio         |                      |                    |
| De lluvia            | W     |       | Canales           | Mojado                     | De lluvia          |                      |                    |

* Pirelli designa 2 tipos de neumáticos secos para cada Gran Premio según el circuito. El más blando se llama option y el más duro prime.
| Compuesto  | AUS | MYS | CHN | BHR | ESP | MON | CAN | EUR | GBR | GER | HUN | BEL | ITA | SIN | JPN | RCO | IND | ABU | USA | BRA |
| ---------- | --- | --- | --- | --- | --- | --- | --- | --- | --- | --- | --- | --- | --- | --- | --- | --- | --- | --- | --- | --- |
| Blando     | S   | M   | S   | S   | S   | SS  | SS  | S   | S   | S   | S   | M   | M   | SS  | S   | SS  | S   | S   | M   | M   |
| Duro       | M   | H   | M   | M   | H   | S   | S   | M   | H   | M   | M   | H   | H   | S   | H   | S   | H   | M   | H   | H   |
| Intermedio | I   | I   | I   | I   | I   | I   | I   | I   | I   | I   | I   | I   | I   | I   | I   | I   | I   | I   | I   | I   |
| De lluvia  | W   | W   | W   | W   | W   | W   | W   | W   | W   | W   | W   | W   | W   | W   | W   | W   | W   | W   | W   | W   |

- Pirelli suministra a los equipos todas las carreras con varios juegos de neumáticos de lluvia intermedia y extrema, sea cual sea el destino y las condiciones ambientales previstas, para evitar sorpresas debidas a posibles fallos en las predicciones meteorológicas.[48]
- La reglamentación estipula que cada piloto tendrá a su disposición 6 juegos de neumáticos del compuesto principal, normalmente el más duro, 5 juegos del compuesto opcional, 4 juegos de neumáticos intermedios y 3 de lluvia extrema para cada fin de semana. Los neumáticos de seco están marcados con el texto "Pirelli PZERO" y los de lluvia con "Pirelli Cinturato".
- La elección de los compuestos los lleva a cabo el fabricante. También está en manos de Pirelli elegir cual es el compuesto principal y cual el opcional.

## Calendario
| 1       | Gran Premio de Australia          | Circuito de Albert Park, Melbourne                  | 18 de marzo      |
| 2       | Gran Premio de Malasia            | Circuito Internacional de Sepang, Sepang            | 25 de marzo      |
| 3       | Gran Premio de China              | Circuito Internacional de Shanghái, Shanghái        | 15 de abril      |
| 4       | Gran Premio de Baréin             | Circuito Internacional de Baréin, Sakhir            | 22 de abril      |
| 5       | Gran Premio de España             | Circuito de Barcelona-Cataluña, Montmeló            | 13 de mayo       |
| 6       | Gran Premio de Mónaco             | Circuito de Mónaco, Montecarlo                      | 27 de mayo       |
| 7       | Gran Premio de Canadá             | Circuito Gilles Villeneuve, Montreal                | 10 de junio      |
| 8       | Gran Premio de Europa             | Circuito urbano de Valencia, Valencia               | 24 de junio      |
| 9       | Gran Premio de Gran Bretaña       | Circuito de Silverstone, Silverstone                | 8 de julio       |
| 10      | Gran Premio de Alemania           | Hockenheimring, Hockenheim                          | 22 de julio      |
| 11      | Gran Premio de Hungría            | Hungaroring, Mogyoród                               | 29 de julio      |
| 12      | Gran Premio de Bélgica            | Circuito de Spa-Francorchamps, Spa                  | 2 de septiembre  |
| 13      | Gran Premio de Italia             | Autodromo Nazionale di Monza, Monza                 | 9 de septiembre  |
| 14      | Gran Premio de Singapur           | Circuito callejero de Marina Bay, Singapur          | 23 de septiembre |
| 15      | Gran Premio de Japón              | Circuito de Suzuka, Suzuka                          | 7 de octubre     |
| 16      | Gran Premio de Corea del Sur      | Circuito Internacional de Corea, Condado de Yeongam | 14 de octubre    |
| 17      | Gran Premio de la India           | Circuito Internacional de Buddh, Greater Noida      | 28 de octubre    |
| 18      | Gran Premio de Abu Dabi           | Circuito Yas Marina, Isla Yas, Abu Dabi             | 4 de noviembre   |
| 19      | Gran Premio de los Estados Unidos | Circuito de las Américas, Austin                    | 18 de noviembre  |
| 20      | Gran Premio de Brasil             | Autódromo José Carlos Pace, São Paulo               | 25 de noviembre  |
| Fuente: |                                   |                                                     |                  |

## Resultados
| Ronda | Fecha                             | Gran Premio | Mapa del circuito    | Resultados         | Resultados         | Resultados         | Resultados       |
| ----- | --------------------------------- | --- | -------------------- | ------------------ | ------------------ | ------------------ | ---------------- |
| 1     | 16, 17 y 18 de marzo              | Gran Premio de Australia Circuito de Albert Park Longitud: 307,574 km Vueltas: 58 Ganador 2011: Sebastian Vettel, Red Bull        |                      | Libres 1           | Jenson Button      | Ganador            | Jenson Button    |
| 1     | 16, 17 y 18 de marzo              | Gran Premio de Australia Circuito de Albert Park Longitud: 307,574 km Vueltas: 58 Ganador 2011: Sebastian Vettel, Red Bull        | Libres 2             | Michael Schumacher | 2.do puesto        | Sebastian Vettel   |                  |
| 1     | 16, 17 y 18 de marzo              | Gran Premio de Australia Circuito de Albert Park Longitud: 307,574 km Vueltas: 58 Ganador 2011: Sebastian Vettel, Red Bull        | Libres 3             | Lewis Hamilton     | 3.er puesto        | Lewis Hamilton     |                  |
| 1     | 16, 17 y 18 de marzo              | Gran Premio de Australia Circuito de Albert Park Longitud: 307,574 km Vueltas: 58 Ganador 2011: Sebastian Vettel, Red Bull        | Pole position        | Lewis Hamilton     | Vuelta rápida      | Jenson Button      |                  |
| 1     | 16, 17 y 18 de marzo              | Gran Premio de Australia Circuito de Albert Park Longitud: 307,574 km Vueltas: 58 Ganador 2011: Sebastian Vettel, Red Bull        | Resultados completos |                    |                    |                    |                  |
| 2     | 23, 24 y 25 de marzo              | Gran Premio de Malasia Circuito de Sepang Longitud: 310,408 km Vueltas: 56 Ganador 2011: Sebastian Vettel, Red Bull               |                      | Libres 1           | Lewis Hamilton     | Ganador            | Fernando Alonso  |
| 2     | 23, 24 y 25 de marzo              | Gran Premio de Malasia Circuito de Sepang Longitud: 310,408 km Vueltas: 56 Ganador 2011: Sebastian Vettel, Red Bull               | Libres 2             | Lewis Hamilton     | 2.do puesto        | Sergio Pérez       |                  |
| 2     | 23, 24 y 25 de marzo              | Gran Premio de Malasia Circuito de Sepang Longitud: 310,408 km Vueltas: 56 Ganador 2011: Sebastian Vettel, Red Bull               | Libres 3             | Nico Rosberg       | 3.er puesto        | Lewis Hamilton     |                  |
| 2     | 23, 24 y 25 de marzo              | Gran Premio de Malasia Circuito de Sepang Longitud: 310,408 km Vueltas: 56 Ganador 2011: Sebastian Vettel, Red Bull               | Pole position        | Lewis Hamilton     | Vuelta rápida      | Kimi Räikkönen     |                  |
| 2     | 23, 24 y 25 de marzo              | Gran Premio de Malasia Circuito de Sepang Longitud: 310,408 km Vueltas: 56 Ganador 2011: Sebastian Vettel, Red Bull               | Resultados completos |                    |                    |                    |                  |
| 3     | 13, 14 y 15 de abril              | Gran Premio de China Circuito de Shanghái Longitud: 305,066 km Vueltas: 56 Ganador 2011: Lewis Hamilton, McLaren                  |                      | Libres 1           | Lewis Hamilton     | Ganador            | Nico Rosberg     |
| 3     | 13, 14 y 15 de abril              | Gran Premio de China Circuito de Shanghái Longitud: 305,066 km Vueltas: 56 Ganador 2011: Lewis Hamilton, McLaren                  | Libres 2             | Michael Schumacher | 2.do puesto        | Jenson Button      |                  |
| 3     | 13, 14 y 15 de abril              | Gran Premio de China Circuito de Shanghái Longitud: 305,066 km Vueltas: 56 Ganador 2011: Lewis Hamilton, McLaren                  | Libres 3             | Lewis Hamilton     | 3.er puesto        | Lewis Hamilton     |                  |
| 3     | 13, 14 y 15 de abril              | Gran Premio de China Circuito de Shanghái Longitud: 305,066 km Vueltas: 56 Ganador 2011: Lewis Hamilton, McLaren                  | Pole position        | Nico Rosberg       | Vuelta rápida      | Kamui Kobayashi    |                  |
| 3     | 13, 14 y 15 de abril              | Gran Premio de China Circuito de Shanghái Longitud: 305,066 km Vueltas: 56 Ganador 2011: Lewis Hamilton, McLaren                  | Resultados completos |                    |                    |                    |                  |
| 4     | 20, 21 y 22 de abril              | Gran Premio de Baréin Circuito de Sahkir Longitud: 308,405 km Vueltas: 49 Ganador 2011: Cancelado                                 |                      | Libres 1           | Lewis Hamilton     | Ganador            | Sebastian Vettel |
| 4     | 20, 21 y 22 de abril              | Gran Premio de Baréin Circuito de Sahkir Longitud: 308,405 km Vueltas: 49 Ganador 2011: Cancelado                                 | Libres 2             | Nico Rosberg       | 2.do puesto        | Kimi Räikkönen     |                  |
| 4     | 20, 21 y 22 de abril              | Gran Premio de Baréin Circuito de Sahkir Longitud: 308,405 km Vueltas: 49 Ganador 2011: Cancelado                                 | Libres 3             | Nico Rosberg       | 3.er puesto        | Romain Grosjean    |                  |
| 4     | 20, 21 y 22 de abril              | Gran Premio de Baréin Circuito de Sahkir Longitud: 308,405 km Vueltas: 49 Ganador 2011: Cancelado                                 | Pole position        | Sebastian Vettel   | Vuelta rápida      | Sebastian Vettel   |                  |
| 4     | 20, 21 y 22 de abril              | Gran Premio de Baréin Circuito de Sahkir Longitud: 308,405 km Vueltas: 49 Ganador 2011: Cancelado                                 | Resultados completos |                    |                    |                    |                  |
| 5     | 11, 12 y 13 de mayo               | Gran Premio de España Circuito de Cataluña Longitud: 307,104 km Vueltas: 66 Ganador 2011: Sebastian Vettel, Red Bull              |                      | Libres 1           | Fernando Alonso    | Ganador            | Pastor Maldonado |
| 5     | 11, 12 y 13 de mayo               | Gran Premio de España Circuito de Cataluña Longitud: 307,104 km Vueltas: 66 Ganador 2011: Sebastian Vettel, Red Bull              | Libres 2             | Jenson Button      | 2.do puesto        | Fernando Alonso    |                  |
| 5     | 11, 12 y 13 de mayo               | Gran Premio de España Circuito de Cataluña Longitud: 307,104 km Vueltas: 66 Ganador 2011: Sebastian Vettel, Red Bull              | Libres 3             | Sebastian Vettel   | 3.er puesto        | Kimi Räikkönen     |                  |
| 5     | 11, 12 y 13 de mayo               | Gran Premio de España Circuito de Cataluña Longitud: 307,104 km Vueltas: 66 Ganador 2011: Sebastian Vettel, Red Bull              | Pole position        | Pastor Maldonado   | Vuelta rápida      | Romain Grosjean    |                  |
| 5     | 11, 12 y 13 de mayo               | Gran Premio de España Circuito de Cataluña Longitud: 307,104 km Vueltas: 66 Ganador 2011: Sebastian Vettel, Red Bull              | Resultados completos |                    |                    |                    |                  |
| 6     | 24, 26 y 27 de mayo               | Gran Premio de Mónaco Circuito de Monte Carlo Longitud: 260,520 km Vueltas: 78 Ganador 2011: Sebastian Vettel, Red Bull           |                      | Libres 1           | Fernando Alonso    | Ganador            | Mark Webber      |
| 6     | 24, 26 y 27 de mayo               | Gran Premio de Mónaco Circuito de Monte Carlo Longitud: 260,520 km Vueltas: 78 Ganador 2011: Sebastian Vettel, Red Bull           | Libres 2             | Jenson Button      | 2.do puesto        | Nico Rosberg       |                  |
| 6     | 24, 26 y 27 de mayo               | Gran Premio de Mónaco Circuito de Monte Carlo Longitud: 260,520 km Vueltas: 78 Ganador 2011: Sebastian Vettel, Red Bull           | Libres 3             | Nico Rosberg       | 3.er puesto        | Fernando Alonso    |                  |
| 6     | 24, 26 y 27 de mayo               | Gran Premio de Mónaco Circuito de Monte Carlo Longitud: 260,520 km Vueltas: 78 Ganador 2011: Sebastian Vettel, Red Bull           | Pole position        | Mark Webber        | Vuelta rápida      | Sergio Pérez       |                  |
| 6     | 24, 26 y 27 de mayo               | Gran Premio de Mónaco Circuito de Monte Carlo Longitud: 260,520 km Vueltas: 78 Ganador 2011: Sebastian Vettel, Red Bull           | Resultados completos |                    |                    |                    |                  |
| 7     | 8, 9 y 10 de junio                | Gran Premio de Canadá Circuito Gilles Villeneuve Longitud: 305,270 km Vueltas: 70 Ganador 2011: Jenson Button, McLaren            |                      | Libres 1           | Lewis Hamilton     | Ganador            | Lewis Hamilton   |
| 7     | 8, 9 y 10 de junio                | Gran Premio de Canadá Circuito Gilles Villeneuve Longitud: 305,270 km Vueltas: 70 Ganador 2011: Jenson Button, McLaren            | Libres 2             | Lewis Hamilton     | 2.do puesto        | Romain Grosjean    |                  |
| 7     | 8, 9 y 10 de junio                | Gran Premio de Canadá Circuito Gilles Villeneuve Longitud: 305,270 km Vueltas: 70 Ganador 2011: Jenson Button, McLaren            | Libres 3             | Sebastian Vettel   | 3.er puesto        | Sergio Pérez       |                  |
| 7     | 8, 9 y 10 de junio                | Gran Premio de Canadá Circuito Gilles Villeneuve Longitud: 305,270 km Vueltas: 70 Ganador 2011: Jenson Button, McLaren            | Pole position        | Sebastian Vettel   | Vuelta rápida      | Sebastian Vettel   |                  |
| 7     | 8, 9 y 10 de junio                | Gran Premio de Canadá Circuito Gilles Villeneuve Longitud: 305,270 km Vueltas: 70 Ganador 2011: Jenson Button, McLaren            | Resultados completos |                    |                    |                    |                  |
| 8     | 22, 23 y 24 de junio              | Gran Premio de Europa Circuito de Valencia Longitud: 308,883 km Vueltas: 57 Ganador 2011: Sebastian Vettel, Red Bull              |                      | Libres 1           | Pastor Maldonado   | Ganador            | Fernando Alonso  |
| 8     | 22, 23 y 24 de junio              | Gran Premio de Europa Circuito de Valencia Longitud: 308,883 km Vueltas: 57 Ganador 2011: Sebastian Vettel, Red Bull              | Libres 2             | Sebastian Vettel   | 2.do puesto        | Kimi Räikkönen     |                  |
| 8     | 22, 23 y 24 de junio              | Gran Premio de Europa Circuito de Valencia Longitud: 308,883 km Vueltas: 57 Ganador 2011: Sebastian Vettel, Red Bull              | Libres 3             | Jenson Button      | 3.er puesto        | Michael Schumacher |                  |
| 8     | 22, 23 y 24 de junio              | Gran Premio de Europa Circuito de Valencia Longitud: 308,883 km Vueltas: 57 Ganador 2011: Sebastian Vettel, Red Bull              | Pole position        | Sebastian Vettel   | Vuelta rápida      | Nico Rosberg       |                  |
| 8     | 22, 23 y 24 de junio              | Gran Premio de Europa Circuito de Valencia Longitud: 308,883 km Vueltas: 57 Ganador 2011: Sebastian Vettel, Red Bull              | Resultados completos |                    |                    |                    |                  |
| 9     | 6, 7 y 8 de julio                 | Gran Premio de Gran Bretaña Circuito de Silverstone Longitud: 306,747 km Vueltas: 52 Ganador 2011: Fernando Alonso, Ferrari       |                      | Libres 1           | Romain Grosjean    | Ganador            | Mark Webber      |
| 9     | 6, 7 y 8 de julio                 | Gran Premio de Gran Bretaña Circuito de Silverstone Longitud: 306,747 km Vueltas: 52 Ganador 2011: Fernando Alonso, Ferrari       | Libres 2             | Lewis Hamilton     | 2.do puesto        | Fernando Alonso    |                  |
| 9     | 6, 7 y 8 de julio                 | Gran Premio de Gran Bretaña Circuito de Silverstone Longitud: 306,747 km Vueltas: 52 Ganador 2011: Fernando Alonso, Ferrari       | Libres 3             | Fernando Alonso    | 3.er puesto        | Sebastian Vettel   |                  |
| 9     | 6, 7 y 8 de julio                 | Gran Premio de Gran Bretaña Circuito de Silverstone Longitud: 306,747 km Vueltas: 52 Ganador 2011: Fernando Alonso, Ferrari       | Pole position        | Fernando Alonso    | Vuelta rápida      | Kimi Räikkönen     |                  |
| 9     | 6, 7 y 8 de julio                 | Gran Premio de Gran Bretaña Circuito de Silverstone Longitud: 306,747 km Vueltas: 52 Ganador 2011: Fernando Alonso, Ferrari       | Resultados completos |                    |                    |                    |                  |
| 10    | 20, 21 y 22 de julio              | Gran Premio de Alemania Circuito de Hockenheimring Longitud: 306,458 km Vueltas: 67 Ganador 2011: Lewis Hamilton, McLaren         |                      | Libres 1           | Jenson Button      | Ganador            | Fernando Alonso  |
| 10    | 20, 21 y 22 de julio              | Gran Premio de Alemania Circuito de Hockenheimring Longitud: 306,458 km Vueltas: 67 Ganador 2011: Lewis Hamilton, McLaren         | Libres 2             | Pastor Maldonado   | 2.do puesto        | Jenson Button      |                  |
| 10    | 20, 21 y 22 de julio              | Gran Premio de Alemania Circuito de Hockenheimring Longitud: 306,458 km Vueltas: 67 Ganador 2011: Lewis Hamilton, McLaren         | Libres 3             | Fernando Alonso    | 3.er puesto        | Kimi Räikkönen     |                  |
| 10    | 20, 21 y 22 de julio              | Gran Premio de Alemania Circuito de Hockenheimring Longitud: 306,458 km Vueltas: 67 Ganador 2011: Lewis Hamilton, McLaren         | Pole position        | Fernando Alonso    | Vuelta rápida      | Michael Schumacher |                  |
| 10    | 20, 21 y 22 de julio              | Gran Premio de Alemania Circuito de Hockenheimring Longitud: 306,458 km Vueltas: 67 Ganador 2011: Lewis Hamilton, McLaren         | Resultados completos |                    |                    |                    |                  |
| 11    | 27, 28 y 29 de julio              | Gran Premio de Hungría Circuito de Hungaroring Longitud: 306,660 km Vueltas: 70 Ganador 2011: Jenson Button, McLaren              |                      | Libres 1           | Lewis Hamilton     | Ganador            | Lewis Hamilton   |
| 11    | 27, 28 y 29 de julio              | Gran Premio de Hungría Circuito de Hungaroring Longitud: 306,660 km Vueltas: 70 Ganador 2011: Jenson Button, McLaren              | Libres 2             | Lewis Hamilton     | 2.do puesto        | Kimi Räikkönen     |                  |
| 11    | 27, 28 y 29 de julio              | Gran Premio de Hungría Circuito de Hungaroring Longitud: 306,660 km Vueltas: 70 Ganador 2011: Jenson Button, McLaren              | Libres 3             | Mark Webber        | 3.er puesto        | Romain Grosjean    |                  |
| 11    | 27, 28 y 29 de julio              | Gran Premio de Hungría Circuito de Hungaroring Longitud: 306,660 km Vueltas: 70 Ganador 2011: Jenson Button, McLaren              | Pole position        | Lewis Hamilton     | Vuelta rápida      | Sebastian Vettel   |                  |
| 11    | 27, 28 y 29 de julio              | Gran Premio de Hungría Circuito de Hungaroring Longitud: 306,660 km Vueltas: 70 Ganador 2011: Jenson Button, McLaren              | Resultados completos |                    |                    |                    |                  |
| 12    | 31 de agosto, 1 y 2 de septiembre | Gran Premio de Bélgica Circuito de Spa-Francorchamps Longitud: 308,238 km Vueltas: 44 Ganador 2011: Sebastian Vettel, Red Bull    |                      | Libres 1           | Kamui Kobayashi    | Ganador            | Jenson Button    |
| 12    | 31 de agosto, 1 y 2 de septiembre | Gran Premio de Bélgica Circuito de Spa-Francorchamps Longitud: 308,238 km Vueltas: 44 Ganador 2011: Sebastian Vettel, Red Bull    | Libres 2             | Charles Pic        | 2.do puesto        | Sebastian Vettel   |                  |
| 12    | 31 de agosto, 1 y 2 de septiembre | Gran Premio de Bélgica Circuito de Spa-Francorchamps Longitud: 308,238 km Vueltas: 44 Ganador 2011: Sebastian Vettel, Red Bull    | Libres 3             | Fernando Alonso    | 3.er puesto        | Kimi Räikkönen     |                  |
| 12    | 31 de agosto, 1 y 2 de septiembre | Gran Premio de Bélgica Circuito de Spa-Francorchamps Longitud: 308,238 km Vueltas: 44 Ganador 2011: Sebastian Vettel, Red Bull    | Pole position        | Jenson Button      | Vuelta rápida      | Bruno Senna        |                  |
| 12    | 31 de agosto, 1 y 2 de septiembre | Gran Premio de Bélgica Circuito de Spa-Francorchamps Longitud: 308,238 km Vueltas: 44 Ganador 2011: Sebastian Vettel, Red Bull    | Resultados completos |                    |                    |                    |                  |
| 13    | 7, 8 y 9 de septiembre            | Gran Premio de Italia Circuito de Monza Longitud: 306,720 km Vueltas: 53 Ganador 2011: Sebastian Vettel, Red Bull                 |                      | Libres 1           | Michael Schumacher | Ganador            | Lewis Hamilton   |
| 13    | 7, 8 y 9 de septiembre            | Gran Premio de Italia Circuito de Monza Longitud: 306,720 km Vueltas: 53 Ganador 2011: Sebastian Vettel, Red Bull                 | Libres 2             | Lewis Hamilton     | 2.do puesto        | Sergio Pérez       |                  |
| 13    | 7, 8 y 9 de septiembre            | Gran Premio de Italia Circuito de Monza Longitud: 306,720 km Vueltas: 53 Ganador 2011: Sebastian Vettel, Red Bull                 | Libres 3             | Lewis Hamilton     | 3.er puesto        | Fernando Alonso    |                  |
| 13    | 7, 8 y 9 de septiembre            | Gran Premio de Italia Circuito de Monza Longitud: 306,720 km Vueltas: 53 Ganador 2011: Sebastian Vettel, Red Bull                 | Pole position        | Lewis Hamilton     | Vuelta rápida      | Nico Rosberg       |                  |
| 13    | 7, 8 y 9 de septiembre            | Gran Premio de Italia Circuito de Monza Longitud: 306,720 km Vueltas: 53 Ganador 2011: Sebastian Vettel, Red Bull                 | Resultados completos |                    |                    |                    |                  |
| 14    | 21, 22 y 23 de septiembre         | Gran Premio de Singapur Circuito de Singapur Longitud: 309,316 km Vueltas: 61 Ganador 2011: Sebastian Vettel, Red Bull            |                      | Libres 1           | Sebastian Vettel   | Ganador            | Sebastian Vettel |
| 14    | 21, 22 y 23 de septiembre         | Gran Premio de Singapur Circuito de Singapur Longitud: 309,316 km Vueltas: 61 Ganador 2011: Sebastian Vettel, Red Bull            | Libres 2             | Sebastian Vettel   | 2.do puesto        | Jenson Button      |                  |
| 14    | 21, 22 y 23 de septiembre         | Gran Premio de Singapur Circuito de Singapur Longitud: 309,316 km Vueltas: 61 Ganador 2011: Sebastian Vettel, Red Bull            | Libres 3             | Sebastian Vettel   | 3.er puesto        | Fernando Alonso    |                  |
| 14    | 21, 22 y 23 de septiembre         | Gran Premio de Singapur Circuito de Singapur Longitud: 309,316 km Vueltas: 61 Ganador 2011: Sebastian Vettel, Red Bull            | Pole position        | Lewis Hamilton     | Vuelta rápida      | Nico Hülkenberg    |                  |
| 14    | 21, 22 y 23 de septiembre         | Gran Premio de Singapur Circuito de Singapur Longitud: 309,316 km Vueltas: 61 Ganador 2011: Sebastian Vettel, Red Bull            | Resultados completos |                    |                    |                    |                  |
| 15    | 5, 6 y 7 de octubre               | Gran Premio de Japón Circuito de Suzuka Longitud: 307,573 km Vueltas: 53 Ganador 2011: Jenson Button, McLaren                     |                      | Libres 1           | Jenson Button      | Ganador            | Sebastian Vettel |
| 15    | 5, 6 y 7 de octubre               | Gran Premio de Japón Circuito de Suzuka Longitud: 307,573 km Vueltas: 53 Ganador 2011: Jenson Button, McLaren                     | Libres 2             | Mark Webber        | 2.do puesto        | Felipe Massa       |                  |
| 15    | 5, 6 y 7 de octubre               | Gran Premio de Japón Circuito de Suzuka Longitud: 307,573 km Vueltas: 53 Ganador 2011: Jenson Button, McLaren                     | Libres 3             | Sebastian Vettel   | 3.er puesto        | Kamui Kobayashi    |                  |
| 15    | 5, 6 y 7 de octubre               | Gran Premio de Japón Circuito de Suzuka Longitud: 307,573 km Vueltas: 53 Ganador 2011: Jenson Button, McLaren                     | Pole position        | Sebastian Vettel   | Vuelta rápida      | Sebastian Vettel   |                  |
| 15    | 5, 6 y 7 de octubre               | Gran Premio de Japón Circuito de Suzuka Longitud: 307,573 km Vueltas: 53 Ganador 2011: Jenson Button, McLaren                     | Resultados completos |                    |                    |                    |                  |
| 16    | 12, 13 y 14 de octubre            | Gran Premio de Corea del Sur Circuito de Yeongam Longitud: 308,630 km Vueltas: 55 Ganador 2011: Sebastian Vettel, Red Bull        |                      | Libres 1           | Lewis Hamilton     | Ganador            | Sebastian Vettel |
| 16    | 12, 13 y 14 de octubre            | Gran Premio de Corea del Sur Circuito de Yeongam Longitud: 308,630 km Vueltas: 55 Ganador 2011: Sebastian Vettel, Red Bull        | Libres 2             | Sebastian Vettel   | 2.do puesto        | Mark Webber        |                  |
| 16    | 12, 13 y 14 de octubre            | Gran Premio de Corea del Sur Circuito de Yeongam Longitud: 308,630 km Vueltas: 55 Ganador 2011: Sebastian Vettel, Red Bull        | Libres 3             | Sebastian Vettel   | 3.er puesto        | Fernando Alonso    |                  |
| 16    | 12, 13 y 14 de octubre            | Gran Premio de Corea del Sur Circuito de Yeongam Longitud: 308,630 km Vueltas: 55 Ganador 2011: Sebastian Vettel, Red Bull        | Pole position        | Mark Webber        | Vuelta rápida      | Mark Webber        |                  |
| 16    | 12, 13 y 14 de octubre            | Gran Premio de Corea del Sur Circuito de Yeongam Longitud: 308,630 km Vueltas: 55 Ganador 2011: Sebastian Vettel, Red Bull        | Resultados completos |                    |                    |                    |                  |
| 17    | 26, 27 y 28 de octubre            | Gran Premio de la India Circuito Internacional de Buddh Longitud: 307.249 km Vueltas: 63 Ganador 2011: Sebastian Vettel, Red Bull |                      | Libres 1           | Sebastian Vettel   | Ganador            | Sebastian Vettel |
| 17    | 26, 27 y 28 de octubre            | Gran Premio de la India Circuito Internacional de Buddh Longitud: 307.249 km Vueltas: 63 Ganador 2011: Sebastian Vettel, Red Bull | Libres 2             | Sebastian Vettel   | 2.do puesto        | Fernando Alonso    |                  |
| 17    | 26, 27 y 28 de octubre            | Gran Premio de la India Circuito Internacional de Buddh Longitud: 307.249 km Vueltas: 63 Ganador 2011: Sebastian Vettel, Red Bull | Libres 3             | Sebastian Vettel   | 3.er puesto        | Mark Webber        |                  |
| 17    | 26, 27 y 28 de octubre            | Gran Premio de la India Circuito Internacional de Buddh Longitud: 307.249 km Vueltas: 63 Ganador 2011: Sebastian Vettel, Red Bull | Pole position        | Sebastian Vettel   | Vuelta rápida      | Jenson Button      |                  |
| 17    | 26, 27 y 28 de octubre            | Gran Premio de la India Circuito Internacional de Buddh Longitud: 307.249 km Vueltas: 63 Ganador 2011: Sebastian Vettel, Red Bull | Resultados completos |                    |                    |                    |                  |
| 18    | 2, 3 y 4 de noviembre             | Gran Premio de Abu Dabi Circuito Yas Marina Longitud: 305,361 km Vueltas: 55 Ganador 2011: Lewis Hamilton, McLaren                |                      | Libres 1           | Lewis Hamilton     | Ganador            | Kimi Räikkönen   |
| 18    | 2, 3 y 4 de noviembre             | Gran Premio de Abu Dabi Circuito Yas Marina Longitud: 305,361 km Vueltas: 55 Ganador 2011: Lewis Hamilton, McLaren                | Libres 2             | Sebastian Vettel   | 2.do puesto        | Fernando Alonso    |                  |
| 18    | 2, 3 y 4 de noviembre             | Gran Premio de Abu Dabi Circuito Yas Marina Longitud: 305,361 km Vueltas: 55 Ganador 2011: Lewis Hamilton, McLaren                | Libres 3             | Lewis Hamilton     | 3.er puesto        | Sebastian Vettel   |                  |
| 18    | 2, 3 y 4 de noviembre             | Gran Premio de Abu Dabi Circuito Yas Marina Longitud: 305,361 km Vueltas: 55 Ganador 2011: Lewis Hamilton, McLaren                | Pole position        | Lewis Hamilton     | Vuelta rápida      | Sebastian Vettel   |                  |
| 18    | 2, 3 y 4 de noviembre             | Gran Premio de Abu Dabi Circuito Yas Marina Longitud: 305,361 km Vueltas: 55 Ganador 2011: Lewis Hamilton, McLaren                | Resultados completos |                    |                    |                    |                  |
| 19    | 16, 17 y 18 de noviembre          | Gran Premio de Estados Unidos Circuito de Austin Longitud: 308,896 km Vueltas: 56 Ganador 2011: No hubo                           |                      | Libres 1           | Sebastian Vettel   | Ganador            | Lewis Hamilton   |
| 19    | 16, 17 y 18 de noviembre          | Gran Premio de Estados Unidos Circuito de Austin Longitud: 308,896 km Vueltas: 56 Ganador 2011: No hubo                           | Libres 2             | Sebastian Vettel   | 2.do puesto        | Sebastian Vettel   |                  |
| 19    | 16, 17 y 18 de noviembre          | Gran Premio de Estados Unidos Circuito de Austin Longitud: 308,896 km Vueltas: 56 Ganador 2011: No hubo                           | Libres 3             | Sebastian Vettel   | 3.er puesto        | Fernando Alonso    |                  |
| 19    | 16, 17 y 18 de noviembre          | Gran Premio de Estados Unidos Circuito de Austin Longitud: 308,896 km Vueltas: 56 Ganador 2011: No hubo                           | Pole position        | Sebastian Vettel   | Vuelta rápida      | Sebastian Vettel   |                  |
| 19    | 16, 17 y 18 de noviembre          | Gran Premio de Estados Unidos Circuito de Austin Longitud: 308,896 km Vueltas: 56 Ganador 2011: No hubo                           | Resultados completos |                    |                    |                    |                  |
| 20    | 23, 24 y 25 de noviembre          | Gran Premio de Brasil Circuito de Interlagos Longitud: 305,909 km Vueltas: 71 Ganador 2011: Mark Webber, Red Bull                 |                      | Libres 1           | Lewis Hamilton     | Ganador            | Jenson Button    |
| 20    | 23, 24 y 25 de noviembre          | Gran Premio de Brasil Circuito de Interlagos Longitud: 305,909 km Vueltas: 71 Ganador 2011: Mark Webber, Red Bull                 | Libres 2             | Lewis Hamilton     | 2.do puesto        | Fernando Alonso    |                  |
| 20    | 23, 24 y 25 de noviembre          | Gran Premio de Brasil Circuito de Interlagos Longitud: 305,909 km Vueltas: 71 Ganador 2011: Mark Webber, Red Bull                 | Libres 3             | Jenson Button      | 3.er puesto        | Felipe Massa       |                  |
| 20    | 23, 24 y 25 de noviembre          | Gran Premio de Brasil Circuito de Interlagos Longitud: 305,909 km Vueltas: 71 Ganador 2011: Mark Webber, Red Bull                 | Pole position        | Lewis Hamilton     | Vuelta rápida      | Lewis Hamilton     |                  |
| 20    | 23, 24 y 25 de noviembre          | Gran Premio de Brasil Circuito de Interlagos Longitud: 305,909 km Vueltas: 71 Ganador 2011: Mark Webber, Red Bull                 | Resultados completos |                    |                    |                    |                  |

## Clasificaciones

### Puntuaciones
| Posición | 1.º | 2.º | 3.º | 4.º | 5.º | 6.º | 7.º | 8.º | 9.º | 10.º |
| Puntos   | 25  | 18  | 15  | 12  | 10  | 8   | 6   | 4   | 2   | 1    |

### Campeonato de Pilotos
| Pos. | Piloto             | AUS | MYS | CHN | BHR | ESP | MON | CAN | EUR | GBR | GER | HUN | BEL | ITA | SIN | JPN | RCO | IND | ABU | USA | BRA | Puntos |
| ---- | ------------------ | --- | --- | --- | --- | --- | --- | --- | --- | --- | --- | --- | --- | --- | --- | --- | --- | --- | --- | --- | --- | ------ |
| 1    | Sebastian Vettel   | 2   | 11  | 5   | 1   | 6   | 4   | 4   | Ret | 3   | 5   | 4   | 2   | 22† | 1   | 1   | 1   | 1   | 3   | 2   | 6   | 281    |
| 2    | Fernando Alonso    | 5   | 1   | 9   | 7   | 2   | 3   | 5   | 1   | 2   | 1   | 5   | Ret | 3   | 3   | Ret | 3   | 2   | 2   | 3   | 2   | 278    |
| 3    | Kimi Räikkönen     | 7   | 5   | 14  | 2   | 3   | 9   | 8   | 2   | 5   | 3   | 2   | 3   | 5   | 6   | 6   | 5   | 7   | 1   | 6   | 10  | 207    |
| 4    | Lewis Hamilton     | 3   | 3   | 3   | 8   | 8   | 5   | 1   | 19† | 8   | Ret | 1   | Ret | 1   | Ret | 5   | 10  | 4   | Ret | 1   | Ret | 190    |
| 5    | Jenson Button      | 1   | 14  | 2   | 18† | 9   | 16† | 16  | 8   | 10  | 2   | 6   | 1   | Ret | 2   | 4   | Ret | 5   | 4   | 5   | 1   | 188    |
| 6    | Mark Webber        | 4   | 4   | 4   | 4   | 11  | 1   | 7   | 4   | 1   | 8   | 8   | 6   | 20† | 11  | 9   | 2   | 3   | Ret | Ret | 4   | 179    |
| 7    | Felipe Massa       | Ret | 15  | 13  | 9   | 15  | 6   | 10  | 16  | 4   | 12  | 9   | 5   | 4   | 8   | 2   | 4   | 6   | 7   | 4   | 3   | 122    |
| 8    | Romain Grosjean    | Ret | Ret | 6   | 3   | 4   | Ret | 2   | Ret | 6   | 18  | 3   | Ret |     | 7   | 19† | 7   | 9   | Ret | 7   | Ret | 96     |
| 9    | Nico Rosberg       | 12  | 13  | 1   | 5   | 7   | 2   | 6   | 6   | 15  | 10  | 10  | 11  | 7   | 5   | Ret | Ret | 11  | Ret | 13  | 15  | 93     |
| 10   | Sergio Pérez       | 8   | 2   | 11  | 11  | Ret | 11  | 3   | 9   | Ret | 6   | 14  | Ret | 2   | 10  | Ret | 11  | Ret | 15  | 11  | Ret | 66     |
| 11   | Nico Hülkenberg    | Ret | 9   | 15  | 12  | 10  | 8   | 12  | 5   | 12  | 9   | 11  | 4   | 21† | 14  | 7   | 6   | 8   | Ret | 8   | 5   | 63     |
| 12   | Kamui Kobayashi    | 6   | Ret | 10  | 13  | 5   | Ret | 9   | Ret | 11  | 4   | 18† | 13  | 9   | 13  | 3   | Ret | 14  | 6   | 14  | 9   | 60     |
| 13   | Michael Schumacher | Ret | 10  | Ret | 10  | Ret | Ret | Ret | 3   | 7   | 7   | Ret | 7   | 6   | Ret | 11  | 13  | 22† | 11  | 16  | 7   | 49     |
| 14   | Paul di Resta      | 10  | 7   | 12  | 6   | 14  | 7   | 11  | 7   | Ret | 11  | 12  | 10  | 8   | 4   | 12  | 12  | 12  | 9   | 15  | Ret | 46     |
| 15   | Pastor Maldonado   | 13† | 19† | 8   | Ret | 1   | Ret | 13  | 12  | 16  | 15  | 13  | Ret | 11  | Ret | 8   | 14  | 16  | 5   | 9   | Ret | 45     |
| 16   | Bruno Senna        | 16† | 6   | 7   | 22† | Ret | 10  | 17  | 10  | 9   | 17  | 7   | 12  | 10  | 18† | 14  | 15  | 10  | 8   | 10  | Ret | 31     |
| 17   | Jean-Éric Vergne   | 11  | 8   | 16  | 14  | 12  | 12  | 15  | Ret | 14  | 14  | 16  | 8   | Ret | Ret | 13  | 8   | 15  | 12  | Ret | 8   | 16     |
| 18   | Daniel Ricciardo   | 9   | 12  | 17  | 15  | 13  | Ret | 14  | 11  | 13  | 13  | 15  | 9   | 12  | 9   | 10  | 9   | 13  | 10  | 12  | 13  | 10     |
| 19   | Vitaly Petrov      | Ret | 16  | 18  | 16  | 17  | Ret | 19  | 13  | DNS | 16  | 19  | 14  | 15  | 19  | 17  | 16  | 17  | 16  | 17  | 11  | 0      |
| 20   | Timo Glock         | 14  | 17  | 19  | 19  | 18  | 14  | Ret | DNS | 18  | 22  | 21  | 15  | 17  | 12  | 16  | 18  | 20  | 14  | 19  | 16  | 0      |
| 21   | Charles Pic        | 15† | 20  | 20  | Ret | Ret | Ret | 20  | 15  | 19  | 20  | 20  | 16  | 16  | 16  | Ret | 19  | 19  | Ret | 20  | 12  | 0      |
| 22   | Heikki Kovalainen  | Ret | 18  | 23  | 17  | 16  | 13  | 18  | 14  | 17  | 19  | 17  | 17  | 14  | 15  | 15  | 17  | 18  | 13  | 18  | 14  | 0      |
| 23   | Jérôme d'Ambrosio  |     |     |     |     |     |     |     |     |     |     |     |     | 13  |     |     |     |     |     |     |     | 0      |
| 24   | Narain Karthikeyan | DNQ | 22  | 22  | 21  | Ret | 15  | Ret | 18  | 21  | 23  | Ret | Ret | 19  | Ret | Ret | 20  | 21  | Ret | 22  | 18  | 0      |
| 25   | Pedro de la Rosa   | DNQ | 21  | 21  | 20  | 19  | Ret | Ret | 17  | 20  | 21  | 22  | 18  | 18  | 17  | 18  | Ret | Ret | 17  | 21  | 17  | 0      |
| Pos. | Piloto             | AUS | MYS | CHN | BHR | ESP | MON | CAN | EUR | GBR | GER | HUN | BEL | ITA | SIN | JPN | RCO | IND | ABU | USA | BRA | Puntos |

| Color      | Resultado                          |
| ---------- | ---------------------------------- |
| Oro        | Ganador                            |
| Plata      | 2.º puesto                         |
| Bronce     | 3.er puesto                        |
| Verde      | Finalizó en los puntos             |
| Azul       | Finalizó sin puntos                |
| Azul       | NC - No clasificado                |
| Violeta    | Ret - No terminó                   |
| Rojo       | DNQ - No se clasificó              |
| Rojo       | DNPQ - No se preclasificó          |
| Negro      | DSQ - Descalificado                |
| Blanco     | DNS - No empezó                    |
| Blanco     | WD - Retirado                      |
| Blanco     | C - Carrera cancelada              |
| Azul claro | TD - Entrenamientos libres (2003-) |
| Sin color  | DNP - Inscrito, pero no participó  |
| Sin color  | INJ - Inscrito, pero lesionado     |
| Sin color  | EX - Excluido                      |

| Estado  | Resultado                                                                             |
| ------- | ------------------------------------------------------------------------------------- |
| Negrita | Pole position                                                                         |
| Cursiva | Vuelta rápida                                                                         |
| 1-8     | Posiciones puntuables de clasificación sprint (2021-)                                 |
| †       | No acabó el Gran Premio, pero fue clasificado ya que completó el porcentaje necesario |
| ‡       | Monoplaza compartido                                                                  |
| ~       | Se otorgó la mitad de puntos ya que no se cumplió con el 75% de la carrera            |
| ≠       | No obtuvo puntos ya que era piloto invitado                                           |
| F2      | Inscrito para carrera de Fórmula 2, no sumaba puntos                                  |

### Estadísticas del Campeonato de Pilotos
| Pos. | Piloto             | Escudería   | Grandes Premios | Victorias | Podios | Poles | Vueltas rápidas | Puntos |
| ---- | ------------------ | ----------- | --------------- | --------- | ------ | ----- | --------------- | ------ |
| 1    | Sebastian Vettel   | Red Bull    | 20 (20)         | 5         | 10     | 6     | 6               | 281    |
| 2    | Fernando Alonso    | Ferrari     | 20 (20)         | 3         | 13     | 2     |                 | 278    |
| 3    | Kimi Räikkönen     | Lotus       | 20 (20)         | 1         | 7      |       | 2               | 207    |
| 4    | Lewis Hamilton     | McLaren     | 20 (20)         | 4         | 7      | 7     | 1               | 190    |
| 5    | Jenson Button      | McLaren     | 20 (20)         | 3         | 6      | 1     | 2               | 188    |
| 6    | Mark Webber        | Red Bull    | 20 (20)         | 2         | 4      | 2     | 1               | 179    |
| 7    | Felipe Massa       | Ferrari     | 20 (20)         |           | 2      |       |                 | 122    |
| 8    | Romain Grosjean    | Lotus       | 19 (19)         |           | 3      |       | 1               | 96     |
| 9    | Nico Rosberg       | Mercedes    | 20 (20)         | 1         | 2      | 1     | 2               | 93     |
| 10   | Sergio Pérez       | Sauber      | 20 (20)         |           | 3      |       | 1               | 66     |
| 11   | Nico Hülkenberg    | Force India | 20 (20)         |           |        |       | 1               | 63     |
| 12   | Kamui Kobayashi    | Sauber      | 20 (20)         |           | 1      |       | 1               | 60     |
| 13   | Michael Schumacher | Mercedes    | 20 (20)         |           | 1      |       | 1               | 49     |
| 14   | Paul di Resta      | Force India | 20 (20)         |           |        |       |                 | 46     |
| 15   | Pastor Maldonado   | Williams    | 20 (20)         | 1         | 1      | 1     |                 | 45     |
| 16   | Bruno Senna        | Williams    | 20 (20)         |           |        |       | 1               | 31     |
| 17   | Jean-Éric Vergne   | Toro Rosso  | 20 (20)         |           |        |       |                 | 16     |
| 18   | Daniel Ricciardo   | Toro Rosso  | 20 (20)         |           |        |       |                 | 10     |
| 19   | Vitaly Petrov      | Caterham    | 20 (19)         |           |        |       |                 | 0      |
| 20   | Timo Glock         | Marussia    | 20 (19)         |           |        |       |                 | 0      |
| 21   | Charles Pic        | Marussia    | 20 (20)         |           |        |       |                 | 0      |
| 22   | Heikki Kovalainen  | Caterham    | 20 (20)         |           |        |       |                 | 0      |
| 23   | Jérôme d'Ambrosio  | Lotus       | 1 (1)           |           |        |       |                 | 0      |
| 24   | Narain Karthikeyan | HRT         | 20 (19)         |           |        |       |                 | 0      |
| 25   | Pedro de la Rosa   | HRT         | 20 (19)         |           |        |       |                 | 0      |

### Campeonato de Constructores
| Pos. | Constructor          | N.º | AUS | MYS | CHN | BHR | ESP | MON | CAN | EUR | GBR | GER | HUN | BEL | ITA | SIN | JPN | RCO | IND | ABU | USA | BRA | Puntos |
| ---- | -------------------- | --- | --- | --- | --- | --- | --- | --- | --- | --- | --- | --- | --- | --- | --- | --- | --- | --- | --- | --- | --- | --- | ------ |
| 1    | Red Bull-Renault     | 1   | 2   | 11  | 5   | 1   | 6   | 4   | 4   | Ret | 3   | 5   | 4   | 2   | 22† | 1   | 1   | 1   | 1   | 3   | 2   | 6   | 460    |
| 1    | Red Bull-Renault     | 2   | 4   | 4   | 4   | 4   | 11  | 1   | 7   | 4   | 1   | 8   | 8   | 6   | 20† | 11  | 9   | 2   | 3   | Ret | Ret | 4   | 460    |
| 2    | Ferrari              | 5   | 5   | 1   | 9   | 7   | 2   | 3   | 5   | 1   | 2   | 1   | 5   | Ret | 3   | 3   | Ret | 3   | 2   | 2   | 3   | 2   | 400    |
| 2    | Ferrari              | 6   | Ret | 15  | 13  | 9   | 15  | 6   | 10  | 16  | 4   | 12  | 9   | 5   | 4   | 8   | 2   | 4   | 6   | 7   | 4   | 3   | 400    |
| 3    | McLaren-Mercedes     | 3   | 1   | 14  | 2   | 18† | 9   | 16† | 16  | 8   | 10  | 2   | 6   | 1   | Ret | 2   | 4   | Ret | 5   | 4   | 5   | 1   | 378    |
| 3    | McLaren-Mercedes     | 4   | 3   | 3   | 3   | 8   | 8   | 5   | 1   | 19† | 8   | Ret | 1   | Ret | 1   | Ret | 5   | 10  | 4   | Ret | 1   | Ret | 378    |
| 4    | Lotus-Renault        | 9   | 7   | 5   | 14  | 2   | 3   | 9   | 8   | 2   | 5   | 3   | 2   | 3   | 5   | 6   | 6   | 5   | 7   | 1   | 6   | 10  | 303    |
| 4    | Lotus-Renault        | 10  | Ret | Ret | 6   | 3   | 4   | Ret | 2   | Ret | 6   | 18  | 3   | Ret | 13  | 7   | 19† | 7   | 9   | Ret | 7   | Ret | 303    |
| 5    | Mercedes             | 7   | Ret | 10  | Ret | 10  | Ret | Ret | Ret | 3   | 7   | 7   | Ret | 7   | 6   | Ret | 11  | 13  | 22† | 11  | 16  | 7   | 142    |
| 5    | Mercedes             | 8   | 12  | 13  | 1   | 5   | 7   | 2   | 6   | 6   | 15  | 10  | 10  | 11  | 7   | 5   | Ret | Ret | 11  | Ret | 13  | 15  | 142    |
| 6    | Sauber-Ferrari       | 14  | 6   | Ret | 10  | 13  | 5   | Ret | 9   | Ret | 11  | 4   | 18  | 13  | 9   | 13  | 3   | Ret | 14  | 6   | 14  | 9   | 126    |
| 6    | Sauber-Ferrari       | 15  | 8   | 2   | 11  | 11  | Ret | 11  | 3   | 9   | Ret | 6   | 14  | Ret | 2   | 10  | Ret | 11  | Ret | 15  | 11  | Ret | 126    |
| 7    | Force India-Mercedes | 11  | 10  | 7   | 12  | 6   | 14  | 7   | 11  | 7   | Ret | 11  | 12  | 10  | 8   | 4   | 12  | 12  | 12  | 9   | 15  | 19† | 109    |
| 7    | Force India-Mercedes | 12  | Ret | 9   | 15  | 12  | 10  | 8   | 12  | 5   | 12  | 9   | 11  | 4   | 21† | 14  | 7   | 6   | 8   | Ret | 8   | 5   | 109    |
| 8    | Williams-Renault     | 18  | 13† | 19† | 8   | Ret | 1   | Ret | 13  | 12  | 16  | 15  | 13  | Ret | 11  | Ret | 8   | 14  | 16  | 5   | 9   | Ret | 76     |
| 8    | Williams-Renault     | 19  | Ret | 6   | 7   | 22† | Ret | 10  | 17  | 10  | 9   | 17  | 7   | 12  | 10  | 18† | 14  | 15  | 10  | 8   | 10  | Ret | 76     |
| 9    | Toro Rosso-Ferrari   | 16  | 9   | 12  | 17  | 15  | 13  | Ret | 14  | 11  | 13  | 13  | 15  | 9   | 12  | 9   | 10  | 9   | 13  | 10  | 12  | 13  | 26     |
| 9    | Toro Rosso-Ferrari   | 17  | 11  | 8   | 16  | 14  | 12  | 12  | 15  | Ret | 14  | 14  | 16  | 8   | Ret | Ret | 13  | 8   | 15  | 12  | Ret | 8   | 26     |
| 10   | Caterham-Renault     | 20  | Ret | 18  | 23  | 17  | 16  | 13  | 18  | 14  | 17  | 19  | 17  | 17  | 14  | 15  | 15  | 17  | 18  | 13  | 18  | 14  | 0      |
| 10   | Caterham-Renault     | 21  | Ret | 16  | 18  | 16  | 17  | Ret | 19  | 13  | DNS | 16  | 19  | 14  | 15  | 19  | 17  | 16  | 17  | 16  | 17  | 11  | 0      |
| 11   | Marussia-Cosworth    | 24  | 14  | 17  | 19  | 19  | 18  | 14  | Ret | DNS | 18  | 22  | 21  | 15  | 17  | 12  | 16  | 18  | 20  | 14  | 19  | 16  | 0      |
| 11   | Marussia-Cosworth    | 25  | 15† | 20  | 20  | Ret | Ret | Ret | 20  | 20  | 19  | 20  | 20  | 16  | 16  | 16  | Ret | 19  | 19  | Ret | 20  | 12  | 0      |
| 12   | HRT-Cosworth         | 22  | DNQ | 21  | 21  | 20  | 19  | Ret | Ret | 17  | 20  | 21  | 22  | 18  | 18  | 17  | 18  | Ret | Ret | 17  | 21  | 17  | 0      |
| 12   | HRT-Cosworth         | 23  | DNQ | 22  | 22  | 21  | Ret | 15  | Ret | 18  | 21  | 23  | Ret | Ret | 19  | Ret | Ret | 20  | 21  | Ret | 22  | 18  | 0      |
| Pos. | Constructor          | N.º | AUS | MYS | CHN | BHR | ESP | MON | CAN | EUR | GBR | GER | HUN | BEL | ITA | SIN | JPN | RCO | IND | ABU | USA | BRA | Puntos |

| Color      | Resultado                          |
| ---------- | ---------------------------------- |
| Oro        | Ganador                            |
| Plata      | 2.º puesto                         |
| Bronce     | 3.er puesto                        |
| Verde      | Finalizó en los puntos             |
| Azul       | Finalizó sin puntos                |
| Azul       | NC - No clasificado                |
| Violeta    | Ret - No terminó                   |
| Rojo       | DNQ - No se clasificó              |
| Rojo       | DNPQ - No se preclasificó          |
| Negro      | DSQ - Descalificado                |
| Blanco     | DNS - No empezó                    |
| Blanco     | WD - Retirado                      |
| Blanco     | C - Carrera cancelada              |
| Azul claro | TD - Entrenamientos libres (2003-) |
| Sin color  | DNP - Inscrito, pero no participó  |
| Sin color  | INJ - Inscrito, pero lesionado     |
| Sin color  | EX - Excluido                      |

| Estado  | Resultado                                                                             |
| ------- | ------------------------------------------------------------------------------------- |
| Negrita | Pole position                                                                         |
| Cursiva | Vuelta rápida                                                                         |
| 1-8     | Posiciones puntuables de clasificación sprint (2021-)                                 |
| †       | No acabó el Gran Premio, pero fue clasificado ya que completó el porcentaje necesario |
| ‡       | Monoplaza compartido                                                                  |
| ~       | Se otorgó la mitad de puntos ya que no se cumplió con el 75% de la carrera            |
| ≠       | No obtuvo puntos ya que era piloto invitado                                           |
| F2      | Inscrito para carrera de Fórmula 2, no sumaba puntos                                  |

### Estadísticas del Campeonato de Constructores
| Pos. | Constructor | Chasis | Motor    | Grandes Premios | Victorias | Podios | Poles | Vueltas rápidas | Puntos |
| ---- | ----------- | ------ | -------- | --------------- | --------- | ------ | ----- | --------------- | ------ |
| 1    | Red Bull    | RB8    | Renault  | 20 (20)         | 7         | 14     | 8     | 7               | 460    |
| 2    | Ferrari     | F2012  | Ferrari  | 20 (20)         | 3         | 15     | 2     |                 | 400    |
| 3    | McLaren     | MP4-27 | Mercedes | 20 (20)         | 7         | 13     | 8     | 3               | 378    |
| 4    | Lotus       | E20    | Renault  | 20 (20)         | 1         | 10     |       | 3               | 303    |
| 5    | Mercedes    | F1 W03 | Mercedes | 20 (20)         | 1         | 3      | 1     | 3               | 142    |
| 6    | Sauber      | C31    | Ferrari  | 20 (20)         |           | 4      |       | 2               | 126    |
| 7    | Force India | VJM05  | Mercedes | 20 (20)         |           |        |       | 1               | 109    |
| 8    | Williams    | FW34   | Renault  | 20 (20)         | 1         | 1      | 1     | 1               | 76     |
| 9    | Toro Rosso  | STR7   | Ferrari  | 20 (20)         |           |        |       |                 | 26     |
| 10   | Caterham    | CT01   | Renault  | 20 (20)         |           |        |       |                 | 0      |
| 11   | Marussia    | MR01   | Cosworth | 20 (20)         |           |        |       |                 | 0      |
| 12   | HRT         | F112   | Cosworth | 20 (19)         |           |        |       |                 | 0      |